# Tom Neal
Pour les articles homonymes, voir Neal.
Thomas Neal (28 janvier 1914 - 7 août 1972) est un acteur américain rendu célèbre par son rôle d'homme maudit dans Détour, et pour avoir commis un homicide involontaire sur sa troisième épouse.

## Biographie
Né à Evanston en banlieue de Chicago dans l'Illinois, Tom Neal débute sur la scène de Broadway en 1935. En 1938 il apparaît dans  Out West with the Hardys, de la série Hardy Family de la star de l'époque Mickey Rooney. Cette même année, il reçoit un diplôme de droit à l'université Harvard.
Pendant ses années d'étudiant (universités Northwestern et Harvard), Neal était un boxeur émérite, avec un palmarès de 44 victoires (dont 41 par KO) pour seulement 3 défaites.
Neal apparut dans de nombreux films de série B dans les années 1940 et au début des années 1950. En 1941, il joue avec Frances Gifford dans La Fille de la jungle (Jungle Girl). Mais son rôle le plus marquant sera celui de l'infortuné pianiste Al Roberts dans le classique du film noir Détour aux côtés d'Ann Savage. Ils tourneront cinq films ensemble.
En 1951, il use de violence envers l'acteur aristocratique Franchot Tone, la bagarre portant sur la fiancée qu'ils se partageaient alors, l'actrice Barbara Payton. Neal, ancien boxeur, infligea à Tone une sévère correction : une pommette fracassée, le nez cassé et une commotion cérébrale. Après l'incident, Tone et Payton se marièrent tandis que Neal ne trouvait plus de travail. Il dut même travailler comme jardinier dans l'aménagement paysager pour subvenir à ses besoins. Mais Payton quitta Tone après seulement sept semaines de mariage et partit retrouver Neal. Leur relation durera quatre ans.
Neal va se remarier très rapidement et aura un fils en 1957. Son épouse meurt d'un cancer l'année suivante. En 1961, il se marie pour la troisième fois, à Gale Bennett. Quatre ans plus tard, il lui tire derrière l'oreille avec une balle de calibre 45 mm, la tuant sur le coup. Il fut arrêté et, malgré la peine de mort réclamée par les procureurs, ne fut accusé que d'homicide involontaire et condamné à une peine de dix ans de prison.
Le 7 décembre 1971, il fut relâché sur parole, après exactement six ans d'incarcération. Huit mois plus tard, en août 1972, Tom Neal meurt d'une crise cardiaque à North Hollywood à l'âge de 58 ans. Il fut incinéré, et ses cendres reposent dans le crématoire de la Chapelle des Pins à Los Angeles.
En 1992, son fils Tom Neal Jr. reprend le plus fameux rôle de son père : celui d'Al Roberts dans un remake de Detour, son unique apparition au cinéma à ce jour.

## Filmographie partielle

### Au cinéma
- 1939 : 6000 Enemies de George B. Seitz
- 1939 : Nick joue et gagne (Another Thin Man) de W. S. Van Dyke
- 1939 : They all come out de Jacques Tourneur
- 1942 : Vainqueur du destin (The Pride of the Yankees) de Sam Wood
- 1942 : Les Tigres volants (Flying Tigers) de David Miller
- 1942 : Le Monstre de minuit (Bowery at Midnight) de Wallace Fox
- 1942 : One Thrilling Night de William Beaudine
- 1943 : La Dangereuse Aventure de Mitchell Leisen
- 1943 : Air Force de Howard Hawks
- 1943 : Face au soleil levant (Behind the Rising Sun) d'Edward Dmytryk
- 1945 : Détour d'Edgar Georg Ulmer
- 1945 : Club Havana d'Edgar Georg Ulmer
- 1946 : The Brute Man de Jean Yarbrough
- 1946 : Blonde Alibi
- 1950 : Radar Secret Service (en) de Sam Newfield
- 1950 : J'ai tué Billy le Kid (I Shot Billy the Kid) de William Berke

### À la télévision
- 1958 : Tales of Wells Fargo (en) (série), saison 3, épisode 5, The Faster Gun d'Earl Bellamy

## Sources
- « Tom Neal » (présentation), sur l'Internet Movie Database
- Wikipédia anglais